# Caryocolum
Caryocolum is een geslacht van vlinders van de familie tastermotten (Gelechiidae).

## Soorten
- C. abhorrens Huemer, 1988
- C. afghanum Huemer, 1988
- C. albifaciella (Heinemann, 1870)
- C. albithoracellum Huemer, 1989
- C. alsinella

Hoornbloemkustmot (Zeller, 1868)
- C. amaurella (M. Hering, 1924)
- C. arenbergeri Huemer, 1989
- C. baischi Huemer & Karsholt, 2010
- C. blandella

Grote kustmot (Douglas, 1852)
- C. blandelloides Karsholt, 1981
- C. blandulella

Lichte kustmot (Tutt, 1887)
- C. bosalella (Rebel, 1936)
- C. cassella (Walker, 1864)
- C. cauligenella

Silenekustmot (Schmid, 1863)
- C. confluens Huemer, 1988
- C. crepusculella (Teich, 1889)
- C. delphinatella (Constant, 1890)
- C. dilatatum Huemer, 1989
- C. divergens Huemer, 1989
- C. emarginatum Huemer, 1988
- C. extremum Huemer, 1988
- C. fibigerium Huemer, 1988
- C. fischerella

Zeepje (Treitschke, 1833)
- C. fraternella

Bruine kustmot (Douglas, 1851)
- C. gallagenellum Huemer, 1989
- C. gypsophilae (Stainton, 1869)
- C. hispanicum Huemer, 1988
- C. horoscopa (Meyrick, 1926)
- C. huebneri (Haworth, 1828)
- C. immixtum Huemer, 1988
- C. inflativorella (Klimesch, 1938)
- C. interalbicella (Herrich-Schäffer, 1854)
- C. iranicum Huemer, 1989
- C. jaspidella (Chretien, 1908)
- C. junctella (Douglas, 1851)
- C. kasyi Huemer, 1988
- C. klosi (Rebel, 1917)
- C. kroesmanniella

Gevlekte kustmot (Herrich-Schäffer, 1854)
- C. laceratella (Zeller, 1868)
- C. leucofasciatum Huemer, 1989
- C. leucomelanella (Zeller, 1839)
- C. leucothoracellum (Klimesch, 1953)
- C. longiusculum Huemer, 1988
- C. majus Huemer, 1988

- C. marmorea

Oranje kustmot (Haworth, 1828)
- C. mazeli Huemer & Nel, 2005
- C. melantypella (Mann, 1878)
- C. moehringiae (Klimesch, 1954)
- C. mongolense Povolny, 1969
- C. mucronatella (Chretien, 1900)
- C. nearcticum Huemer, 1988
- C. nepalense Povolny, 1968
- C. oculatella (Thomann, 1930)
- C. paghmanum Huemer, 1988
- C. peregrinella (Herrich-Schäffer, 1854)
- C. petrophila (Preissecker, 1914)
- C. petryi (O. Hofmann, 1899)
- C. protecta (Braun, 1965)
- C. provinciella (Stainton, 1869)
- C. proxima

Grijze kustmot (Haworth, 1828)
- C. pullatella (Tengstrom, 1848)
- C. repentella (Chrétien, 1908)
- C. repentis Huemer & Luquet, 1992
- C. rubidella (Chrétien, 1908)
- C. saginella (Zeller, 1868)
- C. sciurella (Walsingham, 1908)
- C. schleichi (Christoph, 1872)
- C. siculum Bella, 2008
- C. similellum Huemer, 1989
- C. simulans Huemer, 1988
- C. spinosum Huemer, 1989
- C. splendens Povolny, 1977
- C. stramentella (Rebel, 1935)
- C. syriacum Povolny, 1977
- C. tetrameris (Meyrick, 1926)
- C. tischeriella (Zeller, 1839)
- C. trauniella (Zeller, 1868)
- C. tricolorella

Driekleurige kustmot (Haworth, 1812)
- C. vartianorum Huemer, 1988
- C. vicinella (Douglas, 1851)
- C. viscariella (Stainton, 1855)